# 圣爱米巨祭坛画
圣爱米巨祭坛画（Polittico di Sant'Emidio）是卡罗·克里韦利的一组木板蛋彩画，尺寸为 290 x 280 厘米，绘制于1473年，保存于意大利马尔凯大区阿斯科利皮切诺圣爱米巨主教座堂的圣体小堂（cappella del Sacramento），上有署名“威尼斯人卡洛利·克里韦利，绘于1473年”（OPVS KAROLI CRIVELLI VENETI 1473）。